# Penstemon laevis
Penstemon laevis är en grobladsväxtart som beskrevs av Francis Whittier Pennell. Penstemon laevis ingår i släktet penstemoner, och familjen grobladsväxter. Inga underarter finns listade i Catalogue of Life.